# Mar de Creta
La mar de Creta (grec Κρητικό Πέλαγος, Kritikó Pélagos) és la part meridional de la mar Egea, situada entre el nord de Creta i el sud de les Cíclades (Melos, Folégandros, Síkinos, Íos, Santorí i Anafi). S'estén des de Citera i Anticitera, a l'oest, fins a Astipàlea, Sima i Tria Nisià, a les Espòrades Meridionals, i Kàrpathos i Kasos, les illes més occidentals del Dodecanès. Connecta a l'oest amb la mar Jònica, al nord-oest amb la mar de Mirtos i al sud amb la Mediterrània, coneguda en aquest tram també com a mar de Líbia; la part oriental, tocant al Dodecanès, també és coneguda com a mar de Kàrpathos.
És una mar molt freqüentada pels transbordadors que comuniquen les illes de l'Egeu meridional entre elles i amb el port del Pireu.
Els ports principals són els de les ciutats d'Iràklio (Càndia), Khanià (Canea) i Réthimno, tots tres a l'illa de Creta.
Just davant de la costa del nord-est de Creta, el mar arriba a una profunditat màxima de prop de 3.293 metres.